# Roksana Zasina
Roksana Zasina (Łódź, 21 de agosto de 1988) es una deportista polaca que compite en lucha libre.
Ganó una medalla de bronce en el Campeonato Mundial de Lucha de 2017, una medalla plata en los Juegos Europeos de Bakú 2015 y cinco medallas en el Campeonato Europeo de Lucha entre los años 2013 y 2024.

## Palmarés internacional
| Campeonato Mundial | Campeonato Mundial | Campeonato Mundial | Campeonato Mundial |
| Año                | Lugar              | Medalla            | Categoría          |
| ------------------ | ------------------ | ------------------ | ------------------ |
| 2017               | París (Francia)    | Medalla de bronce  | 53 kg              |
| Juegos Europeos    |                    |                    |                    |
| Año                | Lugar              | Medalla            | Categoría          |
| 2015               | Bakú (Azerbaiyán)  | Medalla de plata   | 53 kg              |
| Campeonato Europeo |                    |                    |                    |
| Año                | Lugar              | Medalla            | Categoría          |
| 2013               | Tiflis (Georgia)   | Medalla de oro     | 51 kg              |
| 2016               | Riga (Letonia)     | Medalla de bronce  | 55 kg              |
| 2018               | Kaspisk (Rusia)    | Medalla de plata   | 55 kg              |
| 2021               | Varsovia (Polonia) | Medalla de plata   | 55 kg              |
| 2024               | Bucarest (Rumania) | Medalla de bronce  | 55 kg              |